# HMS Hydrangea (K39)
HMS Hydrangea (K39) je bila korveta razreda flower Kraljeve vojne mornarice, ki je bila operativna med drugo svetovno vojno.

## Zgodovina
3. avgusta 1941 je korveta sodelovala pri potopitvi nemške podmornice U-401. Ladjo so leta 1947 prodali.
Naslednje leto je bila ponovno prodana, preoblikovana v trgovsko ladjo in bila preimenovana v Hydralock. 25. februarja 1957 je bila potopljena v nesreči.